# Гоце Стойков Карчев
Георги (Гоце) Стойков Карчев е български революционер, кукушки деец на Вътрешната македоно-одринска революционна организация.

## Биография
Гоце Карчев е роден в 1873 година в българския южномакедонски град Кукуш, тогава в Османската империя, днес Килкис в Гърция. В 1900 година влиза във ВМОРО и е деен член на легалната организация в града и околията. След Илинденско-Преображенското въстание и особено в годините 1906 и 1907, след арестуването на ръководството го замества в дейността и в резултат на това в 1907 година е арестуван от властите, изправен пред солунския съд и осъден на 10 години строг тъмничен затвор. Лежи в затвора Еди куле в Солун, откъдето след Хуриета, в резултат на амнистията за политическите затворници, е освободен.
Продължава революционната си легална дейност до 1912 година и освобождаването на района от българската войска. След опожаряването на Кукуш от гърците през Междусъюзническата война се преселва в България.
На 31 март 1943 година, като жител на София, подава молба за българска народна пенсия, която е одобрена и  отпусната от Министерския съвет на Царство България.